# Афиногенов, Максим Сергеевич
Макси́м Серге́евич Афиноге́нов (род. 4 сентября 1979, Москва) — российский хоккеист, правый нападающий. Выступал за сборную России на трёх Олимпийских играх и восьми чемпионатах мира, чемпион мира 2008 года. Заслуженный мастер спорта России (2002). В ноябре 2008 года получил гражданство США.

## Биография
Воспитанник московского «Динамо». Первый тренер — Виктор Шкурдюк.
С 1996 по 1999 год играл в «Динамо» — 103 матча, 24 гола, 23 передачи.
Первая игра в НХЛ — 10 ноября 1999 года против «Бостон Брюинз», в том же матче забросил свою первую шайбу и сделал голевую передачу.
Чемпион мира среди молодёжи 1999 года. Бронзовый призёр Олимпийских игр 2002 года (автор единственной и победной шайбы в ворота сборной Чехии в 1/4 финала). Бронзовый призёр чемпионата мира [2005 года. Чемпион мира 2008 года.
Во время локаута в НХЛ в сезоне 2004/05 снова играл за московское «Динамо» — 27 очков (13+14) в 36 матчах регулярного сезона. Вместе с командой стал чемпионом России.

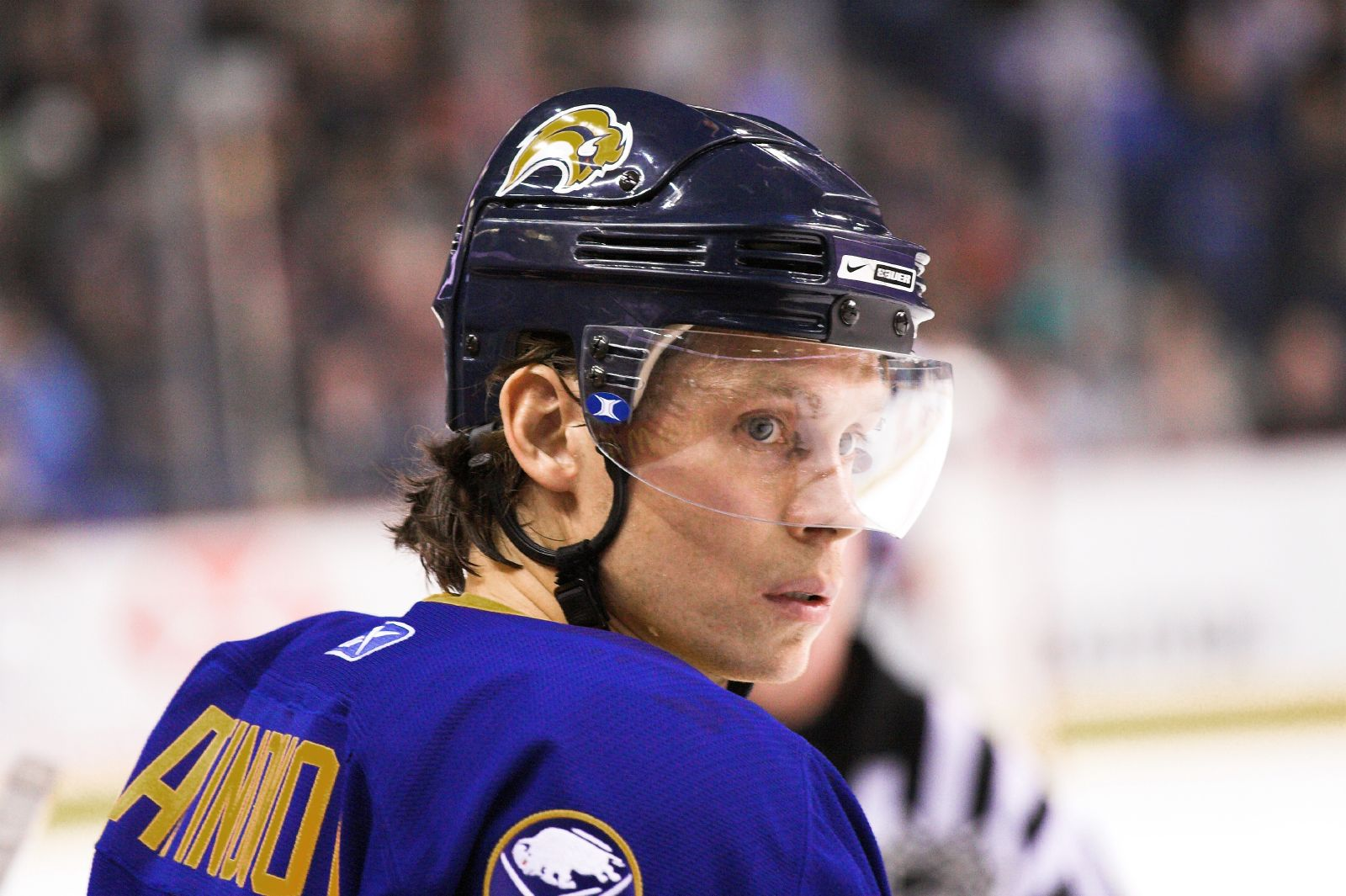
Афиногенов в составе «Баффало Сейбрз»

Участвовал в Олимпийских играх в Турине в 2006 году, где Россия уступила в матче за 3-е место команде Чехии. В 8 матчах турнира забросил одну шайбу в ворота сборной Швеции (5:0). На победном для России чемпионате мира 2008 года в Канаде набрал 6 очков (5+1) в 8 матчах, сделав дубли в матчах против сборных Белоруссии и Швейцарии. В 2010 году вновь принял участие в Олимпийских играх в Ванкувере, где сборная России уступила сборной Канады в четвертьфинале (3:7). Афиногенов в 4 матчах на турнире набрал 2 очка (1+1), забросив одну из трёх шайб в ворота канадцев.
В августе 2010 года вернулся в Россию, подписав контракт с клубом КХЛ СКА. В 51 матче сезона 2010/11 набрал 33 очка (13+20). В 11 матчах плей-офф Кубка Гагарина набрал 5 очков (4+1). Следующие два сезона в СКА провёл значительно слабее, в 49 матчах регулярных сезонов набрав только 20 очков (8+12), а в 25 матчах плей-офф — 8 очков (4+4).
В 2011 году участвовал в Матче звёзд КХЛ, в котором забросил 3 шайбы и сделал результативную передачу.
В июне 2013 года перешёл в «Витязь», за который отыграл пять сезонов. В 268 матчах регулярных сезонов набрал 164 очка (80+84).
17 ноября 2016 года «Витязь» играл на своей площадке с минским «Динамо», и этот матч стал для Афиногенова 500-м в чемпионатах России.
1 мая 2018 года подписал контракт с московским «Динамо». 22 сентября 2018 года в возрасте 39 лет и 18 дней сделал свой первый хет-трик в КХЛ в матче против минского «Динамо» (5:2). За всю историю КХЛ только Олег Петров делал хет-трики в более старшем возрасте. 26 ноября 2019 года в возрасте 40 лет и 2 месяцев забросил две шайбы в ворота «Локомотива» (4:1).
В конце апреля 2020 года покинул «Динамо» после истечения срока контракта.

## Личная жизнь
C середины 2000-х встречался с российской теннисисткой Еленой Дементьевой. 16 июля 2011 года они официально оформили свои отношения. 20 апреля 2014 года у пары родилась дочь Вероника, в 2016 году — сын Сергей.
Сестра Екатерина замужем за американским хоккеистом Максом Пачиоретти.
В 2011 году стал лицом кампании «Мегафон», снявшись в рекламном ролике.

## Статистика
| Легенда | Легенда                    | Легенда | Легенда                   | Легенда | Легенда    |
| ------- | -------------------------- | ------- | ------------------------- | ------- | ---------- |
| И       | Количество проведённых игр | Штр     | Штрафное время            | +/−     | Плюс-минус |
| Г       | Голы                       | П       | Голевые передачи          | О       | Очки       |
| -       | Статистика неизвестна      | —       | Статистика не учитывалась |         |            |

### Клубная карьера
- a В этом сезоне в «Плей-офф» учитывается статистика игрока в Кубке Надежды.

## Награды

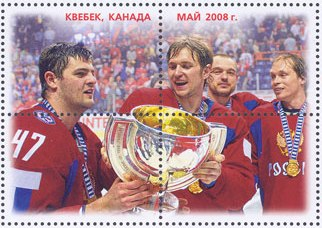
Почтовая марка России, 2008 год

- Благодарность Президента Российской Федерации (30 июня 2009 года) — за большой вклад в победу национальной сборной команды России по хоккею на чемпионатах мира в 2008 и 2009 годах[10]

## В филателии
Афиногенов изображён на почтовой марке, посвящённой победе сборной России на чемпионате мира по хоккею 2008 года (вместе с Александром Радуловым, Денисом Гребешковым, Андреем Марковым).